# السياسة الدولية
السياسة الدولية هي مجلة ربع سنوية تصدر عن دار الأهرام للنشر في القاهرة، مصر. تأسست عام 1965، وتُعد واحدة من أقدم المنشورات المتخصصة في السياسة الدولية. كما تمتلك دار النشر نفسها صحيفتي الأهرام والأهرام ويكلي.